# Résistance à l'oppression
La résistance à l'oppression est l'acte par lequel un peuple ou une partie du peuple résiste face à un pouvoir supérieur qu'il tient pour arbitraire. Il s'agit du dernier des quatre droits naturels et imprescriptibles garantis en France par la Déclaration des droits de l'homme et du citoyen de 1789, dans son article 2, avec la liberté, la propriété et la sûreté.

## Histoire du concept
La résistance à l'oppression est une idée ancienne, que l'on retrouve dès l'Antiquité grecque. Tout pouvoir donne lieu, dans chaque société humaine, à des discussions. Aussi, il n'est pas étonnant que pour contrebalancer les thèses absolutistes lui prêtant une légitimité, et donc une autorité incontestable, aient été présentées très tôt des démonstrations tentant d'expliquer rationnellement la possibilité de le remettre en cause en cas d'abus.
La résistance à l'oppression a fait l'objet de débats philosophiques importants, notamment dans le cadre de la philosophie des Lumières. Des évènements historiques, comme la Révolution française, lui donnent corps, tout comme l'action syndicale et, plus tardivement, la lutte des classes. Cette dernière se présente comme une réaction de défense des individus contre des groupes qui les oppriment, légalement ou non.
Si la résistance à l'oppression est aujourd'hui solennellement consacrée comme droit positif, sa mise en œuvre soulève de nombreux problèmes d’application concrète conduisant à s'interroger sur sa portée réelle.

## Thèses

### Dans la pensée politique chinoise
Il semble que ce soit en Chine, vers 1100 avant Jésus-Christ, qu'est apparue pour la première fois l'idée que le pouvoir peut être enlevé à ses titulaires lorsqu'ils l'exercent de manière tyrannique. La démarche partait du fondement traditionnel de la souveraineté de l'empereur, l'existence d'un mandat du Ciel, mais en l'assortissant d'une condition suspensive : il ne conférait à celui-ci sa légitimité que tant qu'il demeurait sage et vertueux. Ce raisonnement avait été tenu par un représentant de la dynastie Zhou qui venait de renverser celle des Shang, toute puissante depuis plus de six siècles. Il lui avait ainsi opportunément permis de valider le changement au profit des nouveaux dirigeants.

### Chez Platon
Dès l'Antiquité, la réflexion des philosophes sur les meilleures formes de gouvernement a insisté sur la nécessaire modération du pouvoir politique, et les risques de sédition créés par ses débordements. Ainsi, Platon évoque dans La République le renversement des régimes par la révolution (Livre VIII).

### Chez Aristote
Aristote, disciple de Platon, étudie lui aussi la question de la résistance et de la révolution, bien qu'il n'en fasse pas un droit. Il en esquisse une théorie générale dans la Politique, observant par exemple que « quand les hommes qui gouvernent sont insolents et avides, on se soulève contre eux et contre la constitution qui leur donne de si injustes privilèges… ». Il développe ainsi le concept d'anacyclose.

### Dans la scolastique
Une nouvelle étape sera franchie au Moyen Âge, lorsque les réflexions sur la contestation du pouvoir prétendront également à une finalité normative en s'efforçant de démontrer qu'une règle de droit immuable dispense les gouvernés de leur devoir de soumission et autorise leur révolte contre les gouvernants despotiques. Ce mouvement est amorcé par des théologiens scolastiques tels que Thomas d'Aquin. Il écrit que, dans le cas où l'on a affaire à un tyran d'usurpation, « l'élimination physique de la Bête est bien vue par Dieu […] elle libère un peuple ».

### Chez les monarchomaques
La démarche connaîtra des prolongements chez les monarchomaques, opposants à l'absolutisme du pouvoir royal.

### Chez Locke
C'est surtout avec la philosophie des Lumières, à l'origine notamment de l'école du droit naturel, que le concept de droit à la résistance face à l'oppression est théorisé. Dans la ligne de ce courant, la création de la société politique sera expliquée par l'hypothèse d'un contrat social par lequel les individus, vivant jusque-là totalement égaux et libres dans un état de nature, se rassemblent, selon John Locke, « pour leur conservation, pour leur sûreté mutuelle, pour la tranquillité de leur vie, pour jouir paisiblement de ce qui leur appartient en propre, et être mieux à l'abri des insultes de ceux qui voudraient leur nuire et leur faire du mal ».
Cette union implique qu'ils abandonnent au profit de la collectivité la plupart de leurs droits antérieurs, à l'exclusion cependant de ceux leur appartenant naturellement, qui sont inaliénables, et parmi lesquels figure le droit de se défendre en résistant à l'oppression.

### Chez Hobbes
Pour Hobbes, « personne ne peut abandonner son droit de se garder de la mort, des blessures et de l'emprisonnement, puisque ce n'est précisément que pour éviter tout cela qu'on abandonne tout droit », idée reprise par Locke affirmant que face à l'arbitraire du pouvoir, le peuple a le droit de « pourvoir à sa propre conservation et à sa propre sûreté, qui est la fin qu'on se propose quand on forme une société politique ».

### Chez Jurieu
Pierre Jurieu publie, de 1686 à 1689, des Lettres pastorales adressées aux fidèles de France qui gémissent sous la captivité de Babylone. Il y soutient que le droit de résistance active, ainsi que d'insurrection, est légitime lorsque le roi abuse de son pouvoir. Celui est dû à ce que, selon Jurieu, le lien qui relie le souverain et le peuple est un lien contractuel ; Jurieu est en effet contractualiste. Le peuple donne au prince le pouvoir pour qu'il assure la conservation des biens, des libertés, de la religion, etc.

### Chez Rousseau
Rousseau publie, en 1762, Du contrat social. Il y fait la synthèse de ces idées en évoquant la « dissolution de l'État » lorsque le Prince abuse du pouvoir, « de sorte qu'à l'instant que le Gouvernement usurpe la souveraineté, le pacte social est rompu, et tous les simples citoyens, rentrés de droit dans leur liberté naturelle, sont forcés, mais non pas obligés d'obéir ».

### Chez Kant
En 1796, cependant, Kant, considérant la thèse du contrat social comme « oiseuse » et dangereuse, soutiendra que le « maître dans l'État » n'a que des droits, mais pas de devoirs juridiques vis-à-vis de ses sujets, qui peuvent opposer à ses injustices des plaintes, mais non la résistance.

## Historique et consécration par des textes solennels

### En Amérique
Dans les colonies anglaises d'Amérique, les rédacteurs des premiers textes établissant les pouvoirs locaux en les émancipant de la tutelle de la métropole s'inspirèrent largement de ces courants de pensée. En 1669, Locke avait d'ailleurs déjà participé à la rédaction de quelques articles d'inspiration libérale des « Constitutions fondamentales de Caroline », ébauche d'organisation gouvernementale préparée par les grands propriétaires fonciers mais demeurée sans suite. Ainsi, dès le 12 juin 1776, la Virginie se dotera d'une déclaration des droits, qui, après avoir énoncé un certain nombre de droits naturels et inaliénables des individus tels liberté, égalité, sûreté, propriété, disposera que lorsqu'il apparaît à la majorité de la communauté constituée en société que le gouvernement dont elle s'est dotée est inadéquat ou l'entraîne dans une voie contraire à l'intérêt général, elle a le droit de le modifier ou le dissoudre.
Moins d'un mois plus tard, la Déclaration d'indépendance proclamée le 4 juillet par les treize anciennes colonies reprendra pratiquement les mêmes termes en des formules plus synthétiques restées fameuses :

« Nous tenons ces vérités comme évidentes, que tous les hommes ont été créés égaux, qu'ils sont dotés par leur Créateur de certains droits inaliénables, parmi lesquels la vie, la liberté et la recherche du bonheur. - Que pour garantir ces droits, des gouvernements sont établis parmi les hommes, tenant leur pouvoir légitime du consentement des gouvernés. - Que chaque fois qu'une forme de gouvernement devient destructive de ce but, le peuple a le droit de la changer ou de l'abolir et d'établir un nouveau gouvernement, en le fondant sur ces principes et en l'organisant sous les formes lui paraissant les plus propres à lui apporter la sûreté et le bonheur. »

Ce texte, malgré sa formulation à portée universaliste en faisant une référence essentielle comme fondement du droit de résistance à l'oppression, avait surtout l'objectif pragmatique de justifier la rupture avec la Couronne britannique et la proclamation de la souveraineté des nouveaux États. Ainsi, sa majeure partie consistait en une longue énumération de griefs contre la métropole avec notamment dix-huit exemples circonstanciés de ses pratiques coloniales tyranniques.

### En France

#### La Déclaration des droits de l'homme et du citoyen du 26 août 1789
La question de l'influence des idées anglo-saxonnes sur la Révolution française a suscité une polémique. L'Allemand Georg Jellinek soutenait que la Déclaration des droits de l'homme et du citoyen de 1789, placée en tête de la constitution du 3 septembre 1791, n'était qu'un plagiat des textes américains, eux-mêmes reflets inconscients des conceptions juridiques des Germains. À l'inverse, le Français Émile Boutmy considérait qu’elle était exclusivement l’émanation du génie politique propre aux Français.
En réalité, les constituants français de 1789, comme ils l'ont d'ailleurs expressément indiqué à plusieurs reprises dans leurs discours, avaient eu connaissance de l’œuvre de leurs prédécesseurs d'outre-Atlantique, notamment de la Déclaration d'indépendance de 1776, et s'en sont incontestablement inspirés. Toutefois, ils ont aussi témoigné de leur volonté de s'en différencier au moins symboliquement en dépassant le caractère utilitaire des textes américains, lié au contexte de leur adoption, pour donner à la Déclaration de 1789 la portée plus générale d'une référence à valeur universelle. Ainsi, pour Duport, « vous avez voulu, enfin, une déclaration convenable à tous les hommes, à toutes les nations. Voilà l’engagement que vous avez pris à la face de l’Europe. Il ne s’agit pas, ici, de composer avec les circonstances ; il ne faut pas craindre, ici, de dire des vérités de tous les temps et de tous les pays ».
L'ambition étant, selon la formule de Malouet, de « consacrer toutes les vérités qui servent de fanal, de ralliement et d’asile aux hommes épars sur tout le globe », la Déclaration française de 1789, à la différence de celle de 1776, se bornera à faire une référence concise et abstraite à la résistance à l'oppression en la mentionnant simplement dans son article 2 comme l'un des quatre « droits naturels et imprescriptibles de l’homme ». La constitution de 1791 qui suivra n'y fera aucune allusion, et il faudra attendre 1793 pour que ce droit soit à nouveau évoqué dans des textes constitutionnels. Ceux-ci sont cependant restés dépourvus de portée pratique, puisque le premier ne dépassa pas le stade de simple projet, alors que si le second a bien été adopté, il n'a jamais été appliqué.

#### Le projet avorté des Girondins
En février 1793, les Girondins avaient préparé une esquisse de constitution précédée d'une Déclaration confirmant bien ce droit comme droit naturel dans son article 1er, mais visant surtout à le réglementer dans les articles 31 et 32, à la fois en énonçant les cas susceptibles d'en justifier l'usage et en prévoyant l'encadrement par la constitution et les lois des moyens de résister. En toute hypothèse, ces projets sont devenus caducs après la chute des Girondins en avril-mai.

#### La Constitution montagnarde
À la différence de celle de 1789, la Déclaration précédant la constitution montagnarde du 24 juin 1793 n'en faisait pas un droit naturel, mais seulement (article 33) « la conséquence des autres Droits de l'homme ». L'oppression était ainsi définie par l'article 34 : « Il y a oppression contre le corps social lorsqu'un seul de ses membres est opprimé. Il y a oppression contre chaque membre lorsque le corps social est opprimé ». Les manières d'y résister étaient évoquées dans les articles 27 : « Que tout individu qui usurperait la souveraineté soit à l'instant mis à mort par les hommes libres », et 35 : « Quand le gouvernement viole les droits du peuple, l'insurrection est, pour le peuple et pour chaque portion du peuple, le plus sacré des droits et le plus indispensable des devoirs ».
Le contexte politique tumultueux de l'époque aurait pu être propice à l'application de ces dispositions, mais leur formulation vague n'eut pas l'occasion de subir l'épreuve de la pratique, puisque la constitution fut suspendue immédiatement après son adoption, et ultérieurement remplacée par un nouveau texte, qui, comme les suivants, abandonna toute allusion à ce droit.

#### L'intégration dans l'actuel bloc de la constitutionnalité
Puisque le préambule de la constitution du 4 octobre 1958 se réfère expressément à la Déclaration de 1789, celle-ci est réputée intégrée dans le bloc de la constitutionnalité. Le droit de résistance à l'oppression évoqué avec concision par son article 2 subsiste ainsi dans notre ordre juridique avec valeur de droit positif.

### Au niveau mondial
La résistance à l'oppression ne figure pas expressément dans la liste des droits et libertés mentionnés dans les trente articles de la Déclaration universelle des droits de l'homme, adoptée par l'Assemblée générale des Nations unies le 10 décembre 1948 pour témoigner de l’unité de la société humaine, et d’une possibilité d’accord sur un fonds de valeurs communes. Adoptant une démarche analogue, la plupart des 193 États membres, réputés adhérer à ses principes en entrant à l'ONU, n'y font pas référence dans leurs constitutions. Celles-ci se bornent le plus souvent à réaffirmer qu'elles garantissent les droits qui y sont énumérés.
La Déclaration ne passe cependant pas totalement sous silence la résistance à l'oppression, puisqu'elle évoque dans l'alinéa 3 de son préambule l'hypothèse d'une « révolte contre la tyrannie et l'oppression ». Elle ne la prévoit toutefois que dans un contexte institutionnel anormal, puisque s'ils fonctionnent correctement, les dispositifs de protection mis en place dans le cadre de l'Organisation doivent en principe l'éviter. Aussi n'envisage-t-elle cette intervention que lorsque l'« homme » y est « contraint en suprême recours », en somme à titre exceptionnel, seulement lorsque tous les mécanismes juridiques ont été épuisés.

#### En Allemagne
L'Allemagne s'est inspirée de cette formulation. La Constitution allemande de 1949 énonce dans les trois premiers alinéas de son article 20 les fondements de l'ordre étatique, en prévoyant dans l'alinéa 4 le droit de résistance (Widerstandsrechts) : « Tous les Allemands ont le droit de résister à quiconque entreprendrait de renverser cet ordre [constitutionnel], s'il n'y a pas d'autre remède possible ».
Le principe se retrouve également dans les Constitutions des Länder (Landesvervassung) : Hesse et Brême sont les premiers à avoir introduit le droit et le devoir de résistance après la chute du régime nazi.

## Mise en œuvre: des questions complexes
Invoquer la résistance à l'oppression implique une double démarche : l'appréciation de l'existence d'une oppression, et le choix des moyens d'y résister.

### L'oppression
La vie sociale impose toujours des contraintes, dont certaines sont librement et sereinement acceptées, mais dont d'autres peuvent susciter l'acrimonie. Déterminer quels critères permettent de qualifier ces dernières d'oppression n'est pas aisé.

#### Oppression et majorité
Le contexte démocratique dans lequel a été consacré ce droit devrait impliquer qu'il n'y ait d'oppression que lorsque la majorité des gouvernés ressent les commandements du pouvoir comme contraires à sa volonté. Ainsi, les opposants seulement minoritaires ne pourraient donc légitimement s'en prévaloir. C'était notamment la thèse de Rousseau, pour qui, dans un régime démocratique, la loi de la majorité ne peut être oppressive, même si elle semble pesante à la minorité, puisque c'est celle-ci qui s’est méprise sur le sens de l’intérêt général. Il en concluait que si un gouvernement « incompatible avec le bien public » pouvait être changé, il convenait « en pareil cas observer avec soin toutes les formalités requises pour distinguer un acte régulier et légitime d'un tumulte séditieux, et la volonté de tout un peuple des clameurs d'une faction… ».
En pratique, on constate cependant que sauf dans un cadre humain restreint, tel par exemple celui d'une cité, la prise en compte comme critère du seul nombre des mécontents s'avère difficile, faute de pouvoir partager avec certitude une population entre adversaires et partisans du pouvoir. D'une part parce que dans les démocraties représentatives, une majorité du corps électoral peut a contrario être réputée implicitement en désaccord avec l'action des gouvernants s'ils ont été élus seulement à la majorité relative. D'autre part parce que lorsqu'une révolte a lieu, elle n'est généralement le fait que d'une minorité agissante, alors que la passivité de la majorité peut s'interpréter aussi bien comme un soutien tacite aux dirigeants en place que comme l'effet de la crainte du changement ou de la répression. Les évènements survenus depuis la fin 2010 dans le cadre de ce qu'il est aujourd'hui convenu d'appeler le « Printemps arabe », notamment en Syrie ou en Égypte, illustrent bien ce type d'incertitudes.

#### Oppression et loi
On peut aussi, abstraction faite du nombre des partisans et des opposants aux actes du pouvoir, se fonder sur leur seul contenu, en retenant comme critère de l'oppression la gravité de l'atteinte qu'ils portent à l'intérêt de la collectivité, notamment lorsqu'ils sont pris en violation ouverte de la répartition constitutionnelle des pouvoirs.
Porter un tel jugement de valeur sur la validité des mesures contestées ne semble pas soulever de question de principe lorsque sont en cause les actes du pouvoir exécutif. Ainsi par exemple, en France, réagissant contre les fameuses quatre ordonnances prises par Charles X le 25 juillet 1830, origines de la Révolution de 1830, Thiers, dans le journal Le National du 27 juillet 1830, écrivait, appelant à la résistance à l’oppression : « Dans la situation où nous sommes, l’obéissance cesse d’être un devoir. La Charte, art. 8, dit que les Français, en matière de presse, sont tenus de se conformer aux lois, elle ne dit pas les ordonnances. La Charte, art. 35, dit que l’organisation des collèges électoraux sera réglée par les lois, elle ne dit pas les ordonnances ».
En revanche, on s'est davantage interrogé sur la possibilité d'appliquer la même démarche critique aux lois votées par les assemblées élues. En effet, ces normes peuvent plus difficilement être considérées comme oppressives puisqu'elles sont réputées adoptées dans des conditions démocratiques en faisant, selon les termes de l'article 6 de la Déclaration de 1789, « l'expression de la volonté générale ».
Locke admettait que le législateur peut commettre des erreurs en adoptant « certaines lois injustes et fâcheuses », mais considérait que le peuple tolérait ces « fautes commises dans l'administration des affaires publiques », qu'elles soient « légères », voire « très grandes ». Pour lui, cependant, dans les cas les plus graves la résistance à l'oppression justifiait le remplacement de l'autorité législative, qu'il qualifiait de « révolution ».
Rousseau, bien qu'idéalisant la volonté générale, qui, pour lui, « est toujours droite et tend toujours à l'utilité publique », considérait qu'elle devait toutefois être distinguée de la somme des volontés particulières, et admettait lui aussi qu'il puisse exister de mauvaises lois, notamment lorsque le législateur est divisé en factions défendant des intérêts privés, car « jamais on ne corrompt le peuple, mais souvent on le trompe, et c'est alors seulement qu'il paraît vouloir ce qui est mal ».
En France, les premières Déclarations semblaient vouloir encadrer l'exercice de la fonction législative en lui imposant un certain nombre de prescriptions de fond. Toutefois, faute de procédures permettant de contrôler leur respect, ces formules créaient surtout une présomption irréfragable de qualité des lois, désamorçant par avance toute tentative de les contester et obligeant à les respecter.
Aujourd'hui encore, selon les termes de l'article 7 de la Déclaration de 1789 : « …tout citoyen appelé ou saisi en vertu de la Loi doit obéir à l'instant : il se rend coupable par la résistance ». Du moins, malgré cette formule, comme dans la plupart des autres États démocratiques, nos lois sont-elles désormais, au même titre que les autres normes, susceptibles d'un contrôle, au terme duquel elles peuvent être déclarées contraires à la Constitution ou à un traité international. Leur conformité au droit n'exclut cependant pas que d'aucuns les considèrent comme oppressives.

#### Oppression et refus d'une domination
En réalité, même une volonté majoritaire légalement exprimée peut être perçue comme dictatoriale, et donc oppressive. Faute de définition précise de la notion d'oppression, celle-ci relève en effet d'appréciations essentiellement subjectives. Finalement, peut être qualifiée ainsi toute domination à laquelle on refuse de se soumettre. Si bien que le droit de résister à l’oppression a été ou est invoqué avec une force de conviction identique à l’appui de causes aussi hétéroclites que la lutte contre les puissances occupantes ou coloniales, la destruction de l'ordre capitaliste, la défense de valeurs sociales jugées immuables, etc.

### Les formes de résistance
Elles sont d'une grande diversité. La sédition contre le pouvoir jugé oppresseur peut s'exprimer par la force brutale, spontanée ou non, dans le cadre d'actions collectives violentes qualifiées selon leur ampleur et leur contexte, d'émeutes, révoltes, insurrections, voire révolutions. C'était ce type de réaction que revendiquaient « pour le peuple ou pour chaque portion du peuple » les formules grandiloquentes de la constitution montagnarde de 1793. Mais la rébellion peut aussi prendre la forme solennelle et policée d'un acte juridique de rupture tel la Déclaration d'indépendance des treize colonies anglaises d'Amérique en 1776, ou se traduire par l'emploi d'un large éventail d'autres procédés allant de l'acte terroriste à la résistance passive. Dans les sociétés démocratiques, deux moyens classiques, la manifestation et la désobéissance, sont souvent utilisés pour dénoncer des mesures considérées comme oppressives, en permettant aux opposants de se poser comme contre-pouvoir tout en évitant le recours à des formes extrêmes de contestation des gouvernants.

#### La manifestation
Dans la plupart des États démocratiques, les manifestations sont considérées comme une modalité particulière de la liberté d'expression, notamment garantie par l'article 19 de la Déclaration universelle des droits de l'homme de l'ONU. C'est par exemple le cas en France, où le Conseil Constitutionnel les a rattachées au « droit d’expression collective des idées et des opinions », auquel il reconnaît valeur constitutionnelle. Toutefois, compte tenu de leur possible impact sur l'ordre public, elles ne sont jamais totalement libres. Ainsi, en France, elles sont soumises à l’exigence d’une déclaration préalable par le décret-loi du 23 octobre 1935. Il convient d’observer qu'en outre, les nombreux textes relatifs à la sécurité ont prévu des restrictions destinées à éviter qu'elles ne dégénèrent en insurrection violente, par exemple l'interdiction possible du port de toute arme par destination, la peine complémentaire d’interdiction de manifester pour certains manifestants déjà condamnés pour violences ou destructions, ou l’interdiction de dissimuler son visage en son sein ou à ses abords.

#### L'objection de conscience et la désobéissance civile
L'objection de conscience est un acte personnel de refus d'accomplir certains actes allant à l'encontre d'impératifs religieux, moraux ou éthiques, qui peut aller jusqu'à la désobéissance aux lois. À l'origine réservée au domaine militaire, l'objection de conscience s'est étendue aux questions sociétales et économiques.
La désobéissance civile peut prendre des formes variées, passives telle celle de la grève de l’impôt par les contribuables mécontents, ou actives telles la destruction de cultures expérimentales par les « faucheurs d'OGM » ou l'invasion des blocs opératoires par les adversaires de l'avortement.
Tous ces comportements constituent généralement des infractions, dont les auteurs tentent souvent de s'exonérer en se réclamant du droit de résistance à l'oppression par le biais d'excuses classiques du droit pénal s'en inspirant, notamment la légitime défense ou l'état de nécessité.
En France, toutefois, de telles justifications n'ont pas été admises par la chambre criminelle de la Cour de Cassation. Ainsi, elles ont été invoquées en vain pour la défense des « commandos anti-IVG »,et pour celle des « faucheurs volontaires », que certaines juridictions inférieures avaient pourtant relaxés sur le fondement de l'état de nécessité.
La désobéissance est en revanche traitée avec davantage de nuances par le droit français lorsqu'elle est le fait d'agents placés sous le commandement d’autorités leur ordonnant l’exécution d’actes attentatoires aux droits et libertés, susceptibles de faire d'eux des oppresseurs. Dans l'esprit de l'article 7 de la Déclaration de 1789 selon lequel « Ceux qui sollicitent, expédient, exécutent ou font exécuter des ordres arbitraires, doivent être punis », la jurisprudence et certains textes s’accordent en effet pour reconnaître que le devoir d’obéissance des agents de la puissance publique comporte des limites. Ainsi l’article 122-4 du Code pénal implique que l'agent à qui a été donné l'ordre d'attenter illégalement à une liberté a non seulement le droit mais aussi le devoir de désobéir, sous peine d'engager sa propre responsabilité en commettant une faute personnelle détachable de son service. Cette construction du droit pénal est connue sous la dénomination imagée de « théorie des baïonnettes intelligentes ». De même, l'obéissance hiérarchique pour un fonctionnaire est limitée par la double condition du caractère illégal de l'ordre et de la compromission de l'intérêt public. Ainsi, l'excuse des ordres donnés n'a pas été retenue par la Chambre criminelle de la Cour de Cassation au bénéfice des agents de la « cellule antiterroriste de l’Élysée » ayant, sous la présidence de François Mitterrand, procédé à des écoutes téléphoniques illégales sur diverses personnalités.
En revanche les agents publics ne peuvent être incriminés à raison de la stricte application de la loi ; cette immunité découle de l'obligation d'obéissance à la loi, elle aussi posée dans l'article 7 de la Déclaration de 1789. Ainsi, puisqu'il ne peut y avoir de responsabilité pénale à exécuter des tâches légales, les agents dont elles heurtent les convictions ne peuvent se retrancher derrière le droit de résistance à l'oppression pour refuser de les accomplir. Cette faculté ne leur est ouverte que si une clause dite de conscience est expressément reconnue par la loi à leur profession. Par exemple un pharmacien ne peut pas invoquer ses convictions pour refuser de délivrer des produits contraceptifs alors qu'un médecin ou un auxiliaire médical peut légalement refuser de pratiquer des interruptions volontaires de grossesse, puisque la loi française le prévoit expressément.

## Légalité: les jugements fluctuants de l'Histoire
La légalité du mouvement visant à renverser un régime au nom de la résistance à l'oppression est étroitement liée à la reconnaissance ultérieure par le droit positif du caractère illégitime de la domination ayant fait l'objet de la contestation, en réalité conditionnée par le succès ou l'échec de la révolte.
Ainsi, le triomphe du pouvoir en place, s'il est dictatorial ou totalitaire, peut être suivi de sa consolidation juridique sans pour autant devoir être interprété comme consacrant nécessairement la victoire de la démocratie sur une simple sédition. À l’inverse, le succès d'un mouvement insurrectionnel ne confirme pas pour autant le caractère oppressif du régime précédent : des coups d'État réactionnaires peuvent renverser des systèmes établis et fonctionnant, même tant bien que mal, dans des conditions démocratiques, comme ce fut le cas par exemple au Chili en 1973.
En France, si dès 1943 le Comité français de Libération nationale avait déclaré « légitimes tous actes accomplis postérieurement au 10 juin 1940 dans le but de servir la cause de la libération de la France, quand bien même ils auraient constitué des infractions au regard de la législation appliquée à l’époque », seule la victoire des Alliés et la défaite de l'occupant ont permis de concrétiser ces dispositions, validées par l'ordonnance du 9 août 1944 relative au rétablissement de la légalité républicaine.
Les conditions dans lesquelles ce texte a remis en cause le système juridique établi sous le régime de Vichy illustrent elles aussi les relations complexes susceptibles de s'établir entre fait et droit dans des contextes agités. Ainsi, si ses articles 2 et 3 ont déclaré rétroactivement nulle et de nul effet la législation antisémite, les magistrats qui en avaient fait application, considérés comme de simples exécutants de la loi, n'ont pas été inquiétés à la Libération. En revanche, un haut fonctionnaire ayant comme secrétaire général d'une préfecture, participé à la déportation des Juifs n'a pas été admis à invoquer l'excuse des ordres reçus pour s'exonérer de sa responsabilité.
Ces solutions a posteriori fluctuant au gré des circonstances révèlent bien les incertitudes et l'ambiguïté du droit de résistance à l'oppression, qui, malgré sa forte valeur symbolique peut s'avérer moins une dispense au devoir de soumission des gouvernés qu'un instrument sélectif de légitimation du pouvoir des nouveaux gouvernants.

### Sources
- Déclaration des droits de l'Homme du 26 août 1789, du 29 mai 1793, du 24 juin 1793, du 5 fructidor An III (22 août 1795).